# Comuna Ohotske, Nîjnohirskîi
Ohotske (în ucraineană Охотське) este o comună în raionul Nîjnohirskîi, Republica Autonomă Crimeea, Ucraina, formată din satele Ohotske (reședința) și Rodnîkî.

## Demografie
Componența lingvistică a comunei Ohotske
     Rusă (68,76%)
     Tătară crimeeană (15,27%)
     Ucraineană (14,45%)
     Alte limbi (1%)
Conform recensământului din 2001, majoritatea populației comunei Ohotske era vorbitoare de rusă (68,76%), existând în minoritate și vorbitori de tătară crimeeană (15,27%) și ucraineană (14,45%).